# گروه کلراید
گروه کلراید (انگلیسی: Chloride Group) شرکت برق بریتانیایی است، که در سال ۱۸۹۱ تأسیس شد.